# Нову-Прогресу

Нову-Прогресу на карте штата.

Нову-Прогресу (порт. Novo Progresso) — муниципалитет в Бразилии, входит в штат Пара. Составная часть мезорегиона Юго-запад штата Пара. Входит в экономико-статистический микрорегион Итаитуба. Население составляет 25 124 человека на 2010 год. Занимает площадь 38 162,120 км². Плотность населения — 0,66 чел./км².
Праздник города — 13 декабря.

## История
Город основан 21 декабря 1991 года.

## Демография
Согласно сведениям, собранным в ходе переписи 2010 г. Национальным институтом географии и статистики (IBGE), население муниципалитета составляет:
| Полное население                               | Полное население                               | Полное население                               | Полное население                               | 25 124 |
| ---------------------------------------------- | ---------------------------------------------- | ---------------------------------------------- | ---------------------------------------------- | ------ |
| в том числе:                                   | Городское население                            | 17 717                                         | Процент городского населения, %                | 70,52  |
|                                                | Сельское население                             | 7407                                           | Процент сельского населения, %                 | 29,48  |
|                                                | Мужское население                              | 13 435                                         | Процент мужского населения, %                  | 53,47  |
|                                                | Женское население                              | 11 689                                         | Процент женского населения, %                  | 46,53  |
| Плотность населения, чел/км²                   | Плотность населения, чел/км²                   | Плотность населения, чел/км²                   | Плотность населения, чел/км²                   | 0,66   |
| Население муниципалитета в % к населению штата | Население муниципалитета в % к населению штата | Население муниципалитета в % к населению штата | Население муниципалитета в % к населению штата | 0,33   |

По данным оценки 2015 года, население муниципалитета составляет 25 135 жителей.

## Статистика
- Валовой внутренний продукт на 2003 год составляет 124 818 294,00 реалов (данные: Бразильский институт географии и статистики).
- Валовой внутренний продукт на душу населения на 2003 год составляет 3818,36 реалов (данные: Бразильский институт географии и статистики).
- Индекс развития человеческого потенциала на 2000 год составляет 0,760 (данные: Программа развития ООН).

## География
Климат местности: тропический.

## Важнейшие населённые пункты
| № | Населённый пункт     | Населённый пункт (порт.) | Категория | Население чел. (2010) | На карте                       |
| - | -------------------- | ------------------------ | --------- | --------------------- | ------------------------------ |
| 1 | Нову-Прогресу        | Novo Progresso           | город     | 17 717                | 7°02′23″ ю. ш. 55°24′59″ з. д. |
| 2 | Алворада-да-Амазония | Alvorada da Amazônia     | поселок   | 771                   | 7°17′51″ ю. ш. 55°18′45″ з. д. |
| 3 | Риузинью             | Riozinho                 | поселок   | 300                   | 6°23′39″ ю. ш. 55°34′01″ з. д. |